# Воїнов Костянтин Наумович
Костянтин Наумович Воїнов (справжнє прізвище — Кац) (25 травня 1918 — 30 жовтня 1995) — радянський режисер, сценарист, актор. Заслужений діяч мистецтв РРФСР (1974). Народний артист РРФСР (1989).

## Біографія
Навчався в Театрі-студії під керівництвом М. П. Хмельова, влившись потім в трупу Московського драматичного театру імені М. Єрмолової, де Воїнов працював актором і режисером у 1938—1945 роки, був актором і режисером московських театрів.
У 1946—1947 рр. був режисером Московського театру імені Моссовєта, у 1951—1954 рр. — головним режисером Московського драматичного театру ім. Островського.
Ставив спектаклі в Театрі-студії кіноактора.
З 1957 року — режисер-постановник і сценарист кіностудії «Мосфільм».
Помер К. Н. Воїнов 30 жовтня 1995 року. Похований в Москві на Кунцевському кладовищі (10 ділянка).

### Кінопремія
- 1960 — МКФ в Единбурзі: Почесний диплом, фільм «Сонце світить всім» (1959).

## Фільмографія

### Акторські роботи
1. 1956 — «Два життя» (к/м, гість, немає в титрах)
2. 1968 — «Золоте теля» — Скумбрієвич
3. 1969 — «Гори, гори, моя зоре» — білий офіцер
4. 1970 — «Біг»
5. 1975 — «Мій будинок — театр»
6. 1977 — «Повернення сина»
7. 1979 — «Пригоди Алі-Баби і сорока розбійників» (епізод, немає в титрах)
8. 1989 — «Утамуй мої печалі»
9. 1991 — «Номер „люкс“ для генерала з дівчинкою»
10. 1993 — «Падіння»
11. 1995 — «Притулок комедіантів» — Клим Єфремович

### Режисерські роботи
1. 1956 — «Два життя» (к/м, за оповіданням П. Ніліна)
2. 1958 — «Троє вийшли з лісу»
3. 1959 — «Сонце світить всім»
4. 1960 — «Час літніх відпусток»
5. 1962 — «Молодо-зелено»
6. 1964 — «Одруження Бальзамінова»
7. 1966 — «Дядечків сон»
8. 1970 — «Дивний характер»
9. 1973 — «Дача»
10. 1977 — «Рудін»
11. 1987 — «Позика на шлюб»
12. 1990 — «Шапка»

### Сценарист
1. 1962 — «Молодо-зелено»
2. 1964 — «Одруження Бальзамінова»
3. 1966 — «Дядечків сон»
4. 1973 — «Дача»
5. 1977 — «Рудін»
6. 1987 — «Позика на шлюб»
7. 1990 — «Шапка»